# Eld upphör
Eld upphör eller eldupphör är ett kommando som ropas ut för att avbryta all eldgivning med skjutvapen. Kommandot kan även ges med ett tecken och var förr en militär hornsignal − att blåsa eldupphör. Ett eldupphör är även ett stillestånd eller ett ömsesidigt eldupphör.
Detta kommando är inte förbehållet befäl, utan kan ropas ut av vem som helst om en farlig situation uppkommit vid skjutning. Om det till exempel plötsligt kommer in någon på skjutbanan är det var och ens skyldighet att ropa Avbryt, eld upphör!.[källa behövs]

## Övrigt
Signalen eld upphör blåstes på trumpet av en av demonstranterna när militären öppnade eld mot dessa vid Ådalshändelserna 14 maj 1931 och fem personer sköts ihjäl. Trumpetsignalen bidrog till att skottlossningen avbröts innan fler människor hann dödas och skadas.